# Mar de Kara

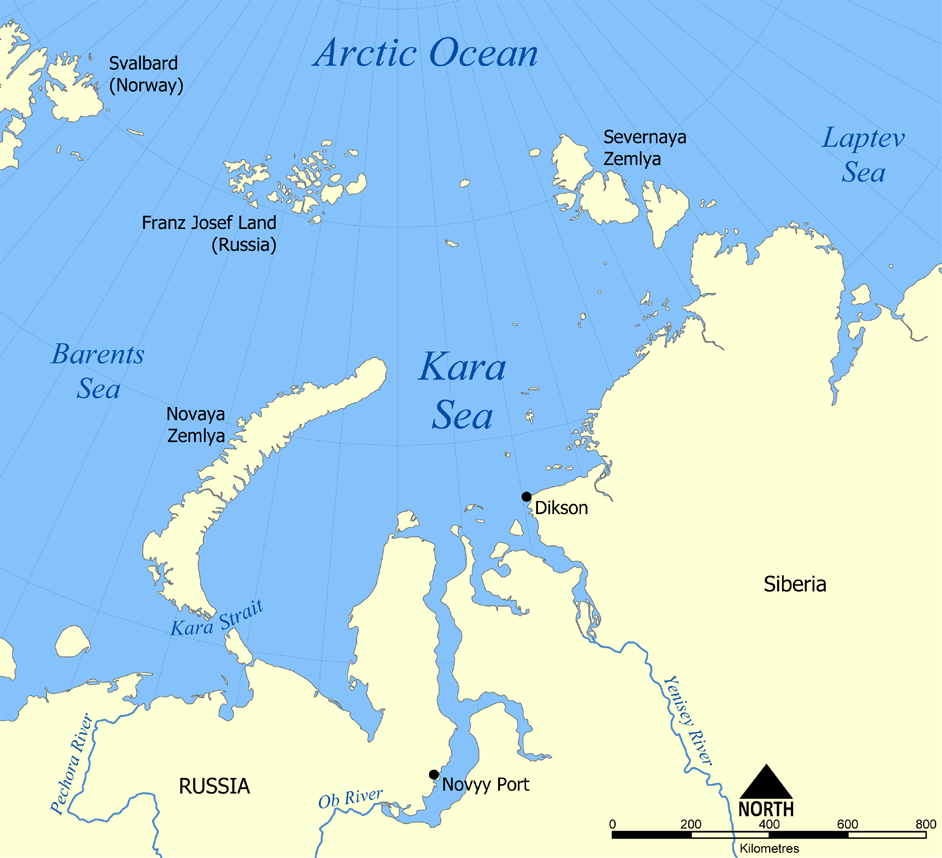
Mapa do mar de Kara.

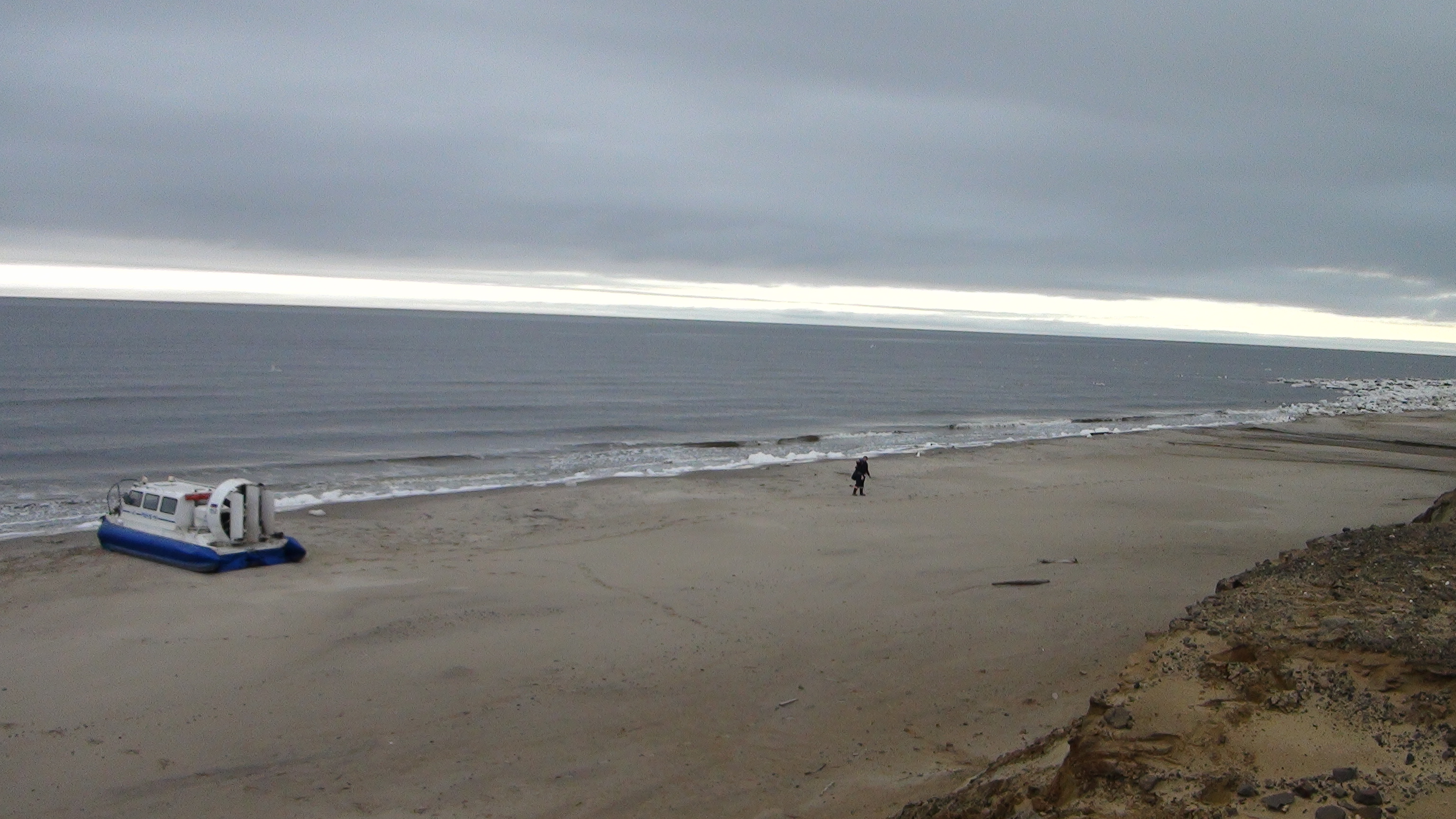
Cortador de hovercraft Hivus-10 nas margens do mar de Kara

O mar de Kara (em russo:  Ка́рское мо́ре) faz parte do oceano Ártico, a norte da Sibéria. Está separado do mar de Barents, a oeste, pelo estreito de Kara. A este situa-se o mar de Laptev.
Tem cerca de 1450 km de comprimento e 970 km de largura, com uma área total de 883 000 km². A sua profundidade média é de 110 m.
Recebe pequenas quantidades de água doce dos rios Ob, Ienissei, Taz, Pyasina e Taimir, variando assim a sua salinidade, ao longo do tempo, de maneira elevada.
Supõe-se que Rússia despejou no fundo deste mar uma grande quantidade de resíduos tóxico nucleares[carece de fontes?].
De assinalar que a exploração de petróleo e gás natural nesta zona está a ser estudada (não confirmada a presença). 
Nele ficam as desabitadas ilhas do Instituto Ártico.